# Турач натальський
Тура́ч натальський (Pternistis natalensis) — вид куроподібних птахів родини фазанових (Phasianidae). Мешкає в Південній Африці.

## Опис

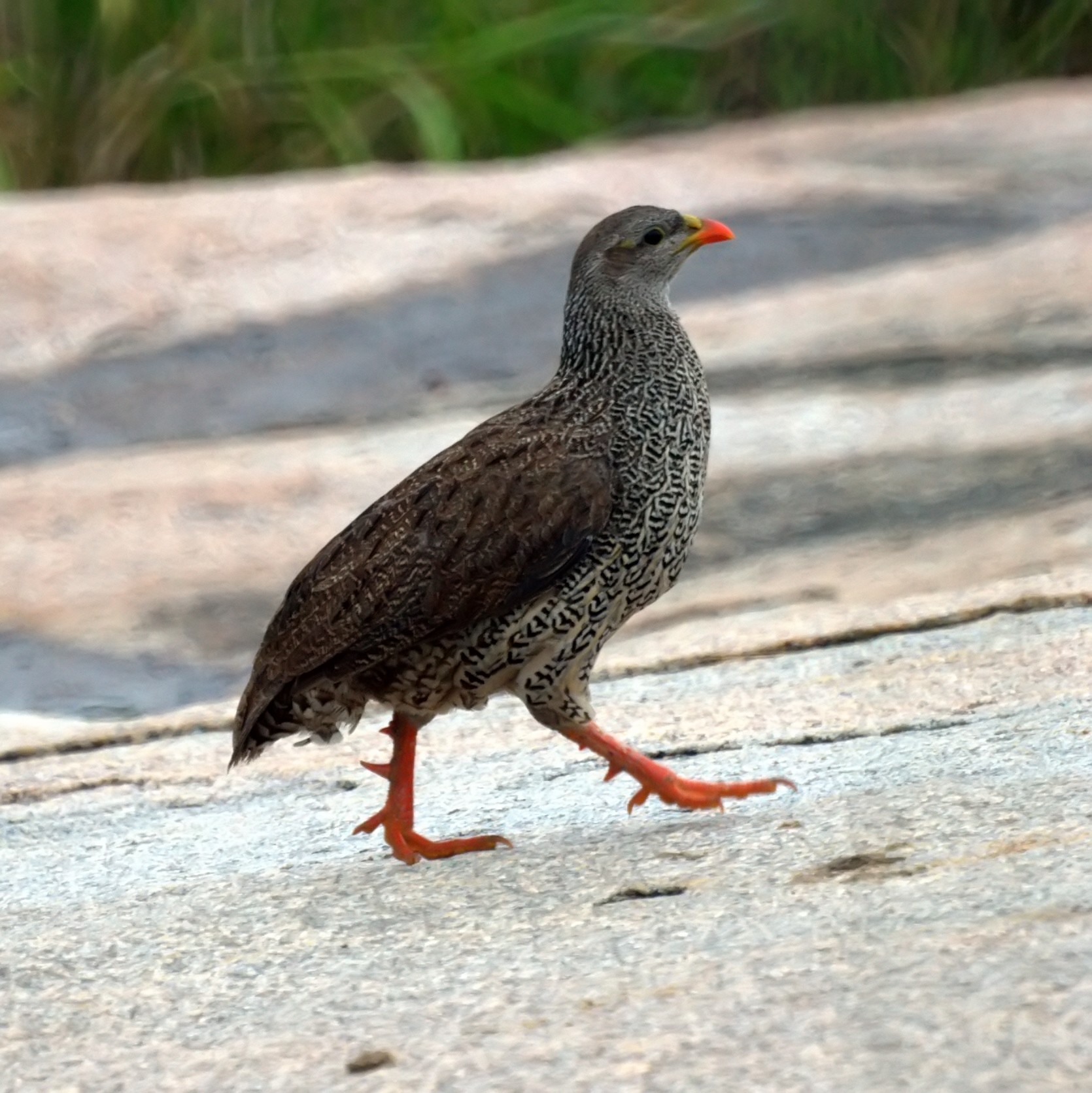
Натальський турач

Довжина птаха становить 38 см, вага 370–482 г. Самиці є дещо мешими за самців. Голова темно-сіро-коричнева, пера на ній мають білі края, обличчя чорнувате. Нижня частина тіла біла, поцяткована темним лускоподібним візерунком, особливо на горлі, шиї, грудях і стегнах. Верхня частина тіла тьмяно-сіро-коричнева, поцяткована світлими смужками. Дзьоб оранжевий, біля основи жовтий. Очі карі, лапи червоні, у самців на лапах є шпори.

## Поширення і екологія
Натальські турачі мешкають в Замбії, Зімбабве, Мозамбіку, Ботсвані, Південно-Африканської Республіки і Есватіні. Вони живуть на посушливих схилах, порослих густими чагарниковими заростями і деревами, в галерейних лісах, рідколіссях і чагарникових заростях на берегах річок і струмків. Зустрічаються парами або невеликими зграйками до 12 птахів, на висоті до 1800 м над рівнем моря. Іноді приєднуються до змішаних зграй птахів разом з червонодзьобими і чорноногими турачами. Живляться цибулинами, бульбами, корінцями, насінням, зерном і ягодами, а також дрібними комахами. Сезон розмноження в ПАР триває в січні-лютому і квітні-червні, в Зімбабве і Замбії переважно з березня по травня. В кладці 5 яєць.